# La Nación (Costa Rica)
La Nación é um jornal costa-riquenho de circulação diária publicado em San José, Costa Rica. Por vários anos tem sido o jornal diário de maior circulação no país. Sua primeira edição circulou em 12 de outubro de 1946. 
Atualmente (2009) o jornal é propriedade da corporação Grupo Nación, que também é proprietária de outros jornais e revistas como Al Dia, El Financiero, La Teja, Vuelta En U. As revistas: Perfil, Sabores, Su Casa,Soho. Além disso, possui outras empresas como Servigráficos, Impresión Comercial e PAYCA. Tambiém é proprietária de várias estações de radio do "Grupo Latinoamericano de Radiodifusión", em aliança com o Grupo Prisa da España, e opera três emissoras de rádio: La Nueva 90.7, Los 40 Principales, e Bésame. 
No estrangeiro possui três grandes jornais. El Capital, publicação semanal panamenha e homólogo do El Financiero na Costa Rica. Também Siglo XXI e Al Día na Guatemala.